# Grand Theft Auto: Online Crime World
Grand Theft Auto: Online Crime World (с англ. — «Grand Theft Auto: Онлайновый преступный мир», также упоминалась как GTA Online) — отменённая многопользовательская компьютерная игра из серии Grand Theft Auto, разрабатывавшаяся британской студией DMA Design (ныне Rockstar North) для PC в 1999—2000 годах, до выхода Grand Theft Auto III.

## Разработка
29 сентября 1999 года, после продажи студии-разработчика DMA Design французской компанией Infogrames Entertainment издателю Take-Two Interactive, было официально объявлено о начале работы над двумя новыми играми серии Grand Theft Auto. Первой из анонсированных стала Grand Theft Auto 3D — третья основная часть серии, которая по сравнению с предыдущими играми должна была стать полностью трёхмерной. Второй являлась Grand Theft Auto: Online Crime World — игра, ориентированная на многопользовательский режим игры через Интернет или локальную сеть, а стилистически она должна была быть схожа с Grand Theft Auto 2 и иметь вид сверху с динамическим масштабированием.
Со временем GTA 3D превратилась в Grand Theft Auto III, а GTA Online впоследствии была отменена. После упоминания в февральском выпуске журнала PC Zone за 2000 год больше не было обнародовано никакой информации о игре. Разработка была остановлена, вероятно, из-за трудностей с воплощением такого рода проекта для DMA Design в то время и, возможно, из-за планов студии по созданию многопользовательского режима для ПК-версии GTA III, разработка которого также велась, но не была закончена, так как все силы команды были переведены на работу над Grand Theft Auto: Vice City.
Идея и концепция проекта всё же была реализована Rockstar North почти десять лет спустя в 2008 году — сначала в сетевом режиме Grand Theft Auto IV, а позднее значительно расширена и доработана в Grand Theft Auto Online — многопользовательском режиме Grand Theft Auto V.